# Петрович, Владимир
Вла́димир Пе́трович (серб. Владимир Петровић; род. 1 июля 1955, Белград, Югославия) — югославский футболист, полузащитник, сербский футбольный тренер.

## Клубная карьера
Свою футбольную карьеру Владимир начал в Црвене звезде, за которую выступал на протяжении 11 сезонов с 1972 по 1982 год. В составе белградского клуба Петрович четырежды становился чемпионом Югославии (в сезонах 1972/73, 1976/77, 1979/80 и 1980/81), стал обладателем Кубка Югославии (в 1982 году) и становился Футболистом года в Югославии в 1980 году. Петрович один из шести игроков, кто удостоился награды Zvezdine zvezde, которая вручается только самым лучшим игрокам «Црвены звезды». В 1979 году играл в финале Кубка УЕФА 1978/79, но клуб Владимира уступил по сумме двух матчей «Боруссии» из Мёнхенгладбаха.
В 1982 году перешёл в лондонский «Арсенал», за который отыграл один сезон. После этого выступал в Бельгии за «Антверпен» и льежский «Стандард» и во Франции за «Брест» и «Нанси».

## Клубная статистика
| Сезон   | Клуб             | Страна  | Лига        | Матчи | Голы |
| ------- | ---------------- | ------- | ----------- | ----- | ---- |
| 1972/73 | Црвена звезда    | СФРЮ    | Первая лига | 27    | 2    |
| 1973/74 | Црвена звезда    | СФРЮ    | Первая лига | 31    | 7    |
| 1974/75 | Црвена звезда    | СФРЮ    | Первая лига | 26    | 5    |
| 1975/76 | Црвена звезда    | СФРЮ    | Первая лига | 12    | 1    |
| 1976/77 | Црвена звезда    | СФРЮ    | Первая лига | 10    | 0    |
| 1977/78 | Црвена звезда    | СФРЮ    | Первая лига | 28    | 9    |
| 1978/79 | Црвена звезда    | СФРЮ    | Первая лига | 27    | 5    |
| 1979/80 | Црвена звезда    | СФРЮ    | Первая лига | 28    | 5    |
| 1980/81 | Црвена звезда    | СФРЮ    | Первая лига | 23    | 6    |
| 1981/82 | Црвена звезда    | СФРЮ    | Первая лига | 29    | 3    |
| 1982/83 | Црвена звезда    | СФРЮ    | Первая лига | 16    | 6    |
| 1982/83 | Арсенал (Лондон) | Англия  | Чемпионшип  | 13    | 2    |
| 1983/84 | Антверпен        | Бельгия | Дивизион 1  | 21    | 7    |
| 1984/85 | Антверпен        | Бельгия | Дивизион 1  | 27    | 3    |
| 1985/86 | Брест            | Франция | Лига 1      | 37    | 5    |
| 1986/87 | Стандард (Льеж)  | Бельгия | Дивизион 1  | 31    | 5    |
| 1987/88 | Нанси            | Франция | Лига 2      | 29    | 1    |

## Карьера в сборной
В сборной Югославии Владимир Петрович дебютировал 26 сентября 1973 года в товарищеском матче со сборной Венгрии, завершившимся со счётом 1:1. В составе сборной Петрович принял участие в двух чемпионатах мира 1974 и 1982 годов. Свой последний матч за сборную Петрович провёл в отборочном турнире чемпионата Европы 1984 года против сборной Норвегии 13 октября 1982 года, тот матч завершился поражением югославов со счётом 1:3. Всего же за сборную Петрович сыграл 34 официальных матча, в которых забил 5 голов.
| Матчи и голы Петровича за сборную Югославии | Матчи и голы Петровича за сборную Югославии | Матчи и голы Петровича за сборную Югославии | Матчи и голы Петровича за сборную Югославии | Матчи и голы Петровича за сборную Югославии | Матчи и голы Петровича за сборную Югославии | Матчи и голы Петровича за сборную Югославии |
| №                                           | Дата                                        | Соперник                                    | Счёт                                        | Голы                                        | Турнир                                      |                                             |
| ------------------------------------------- | ------------------------------------------- | ------------------------------------------- | ------------------------------------------- | ------------------------------------------- | ------------------------------------------- | ------------------------------------------- |
| 1                                           | 26 сентября 1973                            | Венгрия                                     | 1:1                                         | -                                           | Товарищеский матч                           |                                             |
| 2                                           | 19 декабря 1973                             | Греция                                      | 4:2                                         | -                                           | Отборочный матч к ЧМ 1974                   |                                             |
| 3                                           | 17 апреля 1974                              | СССР                                        | 0:1                                         | −                                           | Товарищеский матч                           |                                             |
| 4                                           | 29 мая 1974                                 | Венгрия                                     | 2:3                                         | −                                           | Товарищеский матч                           |                                             |
| 5                                           | 30 июня 1974                                | Польша                                      | 1:2                                         | −                                           | ЧМ 1974                                     |                                             |
| 6                                           | 3 июля 1974                                 | Швеция                                      | 1:2                                         | −                                           | ЧМ 1974                                     |                                             |
| 7                                           | 28 августа 1974                             | Италия                                      | 1:0                                         | -                                           | Товарищеский матч                           |                                             |
| 8                                           | 31 мая 1975                                 | Нидерланды                                  | 3:0                                         | -                                           | Товарищеский матч                           |                                             |
| 9                                           | 9 июня 1975                                 | Норвегия                                    | 3:1                                         | −                                           | Отборочный матч к ЧЕ 1976                   |                                             |
| 10                                          | 30 января 1977                              | Колумбия                                    | 1:0                                         | −                                           | Товарищеский матч                           |                                             |
| 11                                          | 1 февраля 1977                              | Мексика                                     | 1:5                                         | −                                           | Товарищеский матч                           |                                             |
| 12                                          | 26 июня 1977                                | Бразилия                                    | 0:0                                         | −                                           | Товарищеский матч                           |                                             |
| 13                                          | 3 июля 1977                                 | Аргентина                                   | 0:1                                         | -                                           | Товарищеский матч                           |                                             |
| 14                                          | 5 октября 1977                              | Венгрия                                     | 3:4                                         | −                                           | Товарищеский матч                           |                                             |
| 15                                          | 25 октября 1978                             | Румыния                                     | 2:3                                         | 1                                           | Отборочный матч к ЧЕ 1980                   |                                             |
| 16                                          | 15 ноября 1978                              | Греция                                      | 4:1                                         | −                                           | Кубок Балкан                                |                                             |
| 17                                          | 13 июня 1979                                | Италия                                      | 4:1                                         | −                                           | Товарищеский матч                           |                                             |
| 18                                          | 16 сентября 1979                            | Аргентина                                   | 4:2                                         | −                                           | Товарищеский матч                           |                                             |
| 19                                          | 31 октября 1979                             | Румыния                                     | 2:1                                         | −                                           | Отборочный матч к ЧЕ 1980                   |                                             |
| 20                                          | 14 ноября 1979                              | Кипр                                        | 5:0                                         | 1                                           | Отборочный матч к ЧЕ 1980                   |                                             |
| 21                                          | 22 марта 1980                               | Уругвай                                     | 2:1                                         | -                                           | Товарищеский матч                           |                                             |
| 22                                          | 30 марта 1980                               | Румыния                                     | 2:0                                         | −                                           | Кубок Балкан                                |                                             |
| 23                                          | 26 апреля 1980                              | Польша                                      | 2:1                                         | −                                           | Товарищеский матч                           |                                             |
| 24                                          | 10 сентября 1980                            | Люксембург                                  | 5:0                                         | 1                                           | Отборочный матч к ЧМ 1982                   |                                             |
| 25                                          | 27 сентября 1980                            | Дания                                       | 2:1                                         | −                                           | Отборочный матч к ЧМ 1982                   |                                             |
| 26                                          | 25 марта 1981                               | Болгария                                    | 2:1                                         | -                                           | Товарищеский матч                           |                                             |
| 27                                          | 9 сентября 1981                             | Дания                                       | 2:1                                         | 1                                           | Отборочный матч к ЧМ 1982                   |                                             |
| 28                                          | 17 октября 1981                             | Италия                                      | 1:1                                         | -                                           | Отборочный матч к ЧМ 1982                   |                                             |
| 29                                          | 21 ноября 1981                              | Люксембург                                  | 5:0                                         | -                                           | Отборочный матч к ЧМ 1982                   |                                             |
| 30                                          | 29 ноября 1981                              | Греция                                      | 2:1                                         | -                                           | Отборочный матч к ЧМ 1982                   |                                             |
| 31                                          | 17 июня 1982                                | Северная Ирландия                           | 0:0                                         | -                                           | ЧМ 1982                                     |                                             |
| 32                                          | 20 июня 1982                                | Испания                                     | 1:2                                         | -                                           | ЧМ 1982                                     |                                             |
| 33                                          | 9 сентября 1982                             | Гондурас                                    | 1:0                                         | 1                                           | ЧМ 1982                                     |                                             |
| 34                                          | 13 октября 1982                             | Норвегия                                    | 1:3                                         | -                                           | Отборочный матч к ЧЕ 1984                   |                                             |

Итого: 34 матча / 5 голов; 20 побед, 4 ничьи, 10 поражений.

## Тренерская карьера
Свою тренерскую карьеру Петрович начал там же, где начинал игровую, — в «Црвене звезде» в 1996 году. Под его руководством «Црвена звезда» стала обладателем Кубка Югославии в 1997 году. В 2000 году привёл мозырскую «Славию» к чемпионству и победе в Кубке Беларуси. После неудачного сезона в 2001 году (команда заняла 7 место), покинул свой пост. С 2002 по 2004 год Петрович возглавлял молодёжную сборную Сербии и Черногории, вместе с которой принял участие в афинской Олимпиаде. Однако на турнире сборная заняла последнее место в группе и тренер был отправлен в отставку. Недолгое время возглавлял «Войводину», после чего уехал в Китай, где возглавил клуб «Далянь Шидэ». Вместе с клубом из Даляня Петрович выигрывал чемпионат и Кубок Китая в 2005 году. С 2007 по 2008 год возглавлял сборную Китая, после чего вернулся на родину, где снова принял под руководство «Црвену звезду». 5 июня 2010 года возглавил румынскую «Тимишоару». 15 сентября 2010 года Петрович был представлен как новый главный тренер сборной Сербии. Контракт подписан до конца 2011 года и был расторгнут 14 октября 2011 года в связи с невыходом сборной на Чемпионат Европы по футболу 2012.

## Достижения

### Командные
«Црвена звезда»
- Чемпион Югославии (4): 1972/73, 1976/77, 1979/80, 1980/81
- Серебряный призёр чемпионата Югославии (2): 1977/78, 1981/82
- Бронзовый призёр чемпионата Югославии (3): 1973/74, 1974/75, 1978/79
- Обладатель Кубка Югославии: 1981/82
- Финалист Кубка Югославии (2): 1973, 1979/80
- Финалист Кубка УЕФА: 1978/79

### Тренерские
Сербия и Черногория (до 21)
- Серебряный призёр чемпионата Европы среди молодёжных команд: 2004

«Црвена звезда»
- Обладатель Кубка Югославии: 1996

«Далянь Шидэ»
- Чемпион Китая: 2005
- Обладатель Кубка Китая: 2005

«Славия» (Мозырь, Беларусь)
- Чемпион Беларуси 2000
- Обладатель Кубка Беларуси 1999/2000

### Личные
- Футболист года в Югославии: 1980
- Тренер года в Китае: 2005
- Номинант на «Золотой мяч» (2): 1980, 1981
- Четвёртая звезда «Црвены звезды»